# C.A. Boll van Buuren

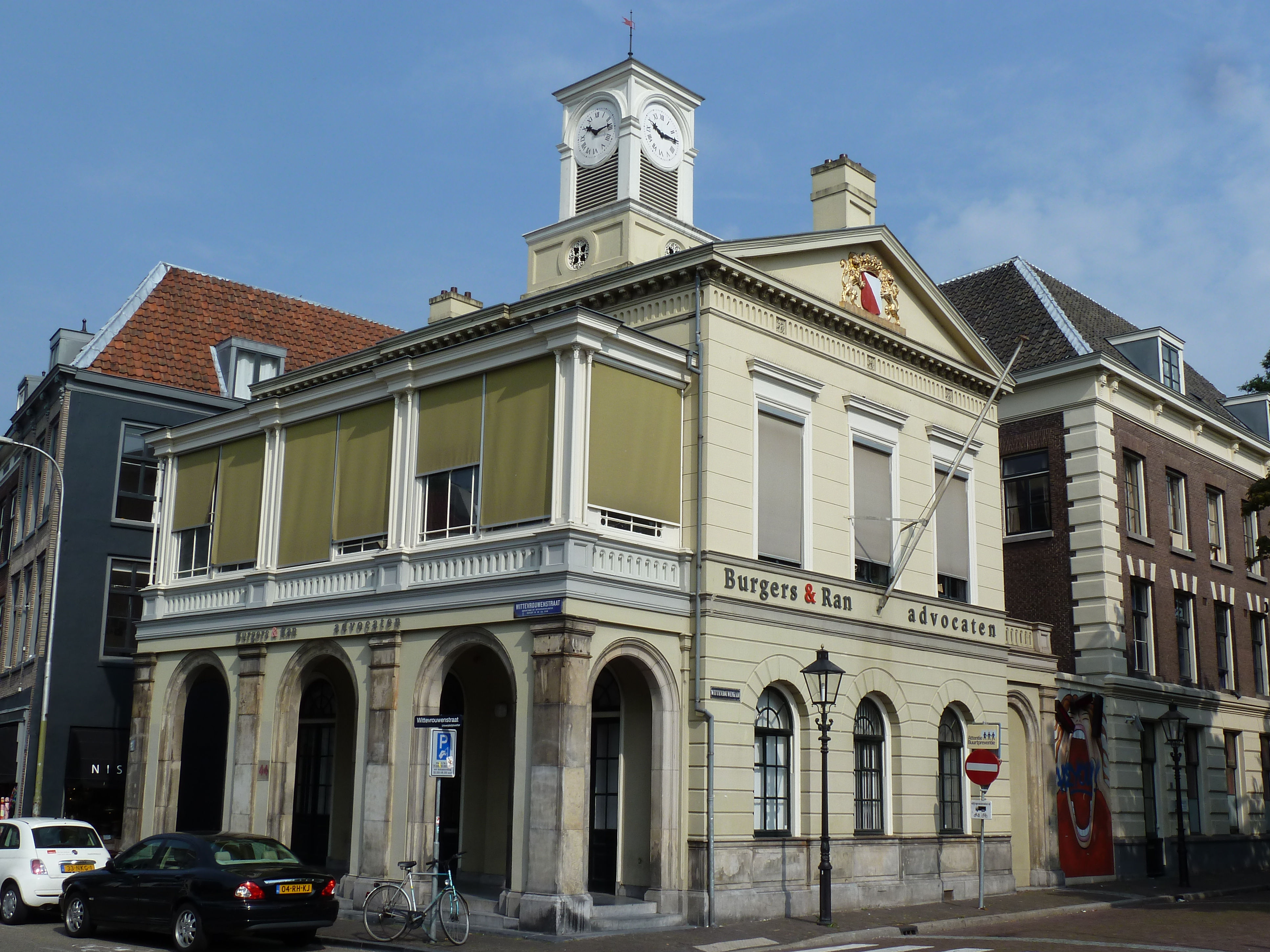
Gebouw aan de Wittevrouwenstraat 44 te Utrecht.

Cornelis Adriaan Boll van Buuren (1818 - Utrecht, 19 november 1859) was een Nederlandse architect.
Boll van Buuren was halverwege de 19e eeuw actief in de stad Utrecht. In die plaats was hij  stadsarchitect. Een ontwerp van hem was het gebouw aan de Wittevrouwenstraat 44, destijds een commiezenhuis en later onder meer fungerend als politiebureau. Jacobus van Lokhorst was een leerling van Boll van Buuren.